# Landkreis Kitzingen
Landkreis Kitzingen ligger i den sydøstlige del af den bayerske Regierungsbezirk Unterfranken, øst for Würzburg. Nabokreise er mod nord Landkreis Schweinfurt, mod øst Landkreis Bamberg, mod sydøst og syd Landkreis Neustadt a.d.Aisch-Bad Windsheim og mod vest Landkreis Würzburg.

## Geografi
Floden  Main løber gennem området fra nord mod syd, omgivet af vinbjerge. I sydvest kort før den forlader området, ligger landkreisens administrationsby (Kreisstadt) Kitzingen. Mod vest stødet kreisen op til storbyen Würzburg, og mod øst er området en del af det vestlige Steigerwald.

## Byer og kommuner
Kreisen havde 90909  indbyggere pr.  2018-12-31

| Byer 1. Dettelbach (7240) 2. Iphofen (4619) 3. Kitzingen, Große Kreisstadt (21704) 4. Mainbernheim (2182) 5. Marktbreit (3917) 6. Marktsteft (1969) 7. Prichsenstadt (3050) 8. Volkach (8857) Købstæder (markt) 1. Abtswind (862) 2. Geiselwind (2476) 3. Großlangheim (1598) 4. Kleinlangheim (1733) 5. Markt Einersheim (1209) 6. Obernbreit (1714) 7. Rüdenhausen (888) 8. Schwarzach a.Main (3628) 9. Seinsheim (1054) 10. Wiesentheid (4820) 11. Willanzheim (1613) Kommuner 1. Albertshofen (2315) 2. Biebelried (1212) 3. Buchbrunn (1099) 4. Castell (819) 5. Mainstockheim (1961) 6. Martinsheim (1048) 7. Nordheim a.Main (1013) 8. Rödelsee (1786) 9. Segnitz (828) 10. Sommerach (1345) 11. Sulzfeld a.Main (1284) 12. Wiesenbronn (1066) | Verwaltungsgemeinschafte 1. Großlangheim (Købstæderne Großlangheim og Kleinlangheim, Gemeinde Wiesenbronn) 2. Iphofen (Byen Iphofen, købstæderne Markt Einersheim og Willanzheim, samt kommmunen Rödelsee) 3. Kitzingen (Kommunerne Albertshofen, Biebelried, Buchbrunn, Mainstockheim og Sulzfeld a.Main) 4. Marktbreit (Byerne Marktbreit og Marktsteft, købstæderne Obernbreit og Seinsheim, Kommunerne Martinsheim og Segnitz) 5. Volkach (Stadt Volkach und Gemeinden Nordheim a.Main og Sommerach) 6. Wiesentheid (Købstæderne Abtswind, Rüdenhausen og Wiesentheid og kommunerne Castell) |